# Durango-Durango Emakumeen Saria
La Durango-Durango Emakumeen Saria è una corsa in linea femminile di ciclismo su strada che si tiene annualmente a Durango, nei Paesi Baschi spagnoli. La corsa fa parte del Calendario internazionale femminile UCI come prova di classe 1.1 (1.2 fino al 2019).

## Albo d'oro
Aggiornato all'edizione 2024.
| Anno | Vincitrice           | Seconda                | Terza                    |
| ---- | -------------------- | ---------------------- | ------------------------ |
| 1997 | Valentina Gerasimova | Solrunn Flataas        | Chantal Gorostegui       |
| 1998 | Rosa María Bravo     | María Mercedes Cagigas | Montserrat Alonso Bernal |
| 1999 | non disputata        | non disputata          | non disputata            |
| 2000 | Arantzatzu Azpiroz   | María Mercedes Cagigas | Gema Pascual             |
| 2001 | Sara Felloni         | Ruth Martínez          | Rosa María Bravo         |
| 2002 | Joane Somarriba      | Marta Vilajosana       | Rosa María Bravo         |
| 2003 | Joane Somarriba      | Eneritz Iturriaga      | Edita Pučinskaitė        |
| 2004 | Joane Somarriba      | Jolanta Polikevičiūtė  | Edita Pučinskaitė        |
| 2005 | Mirjam Melchers      | Trixi Worrack          | Theresa Senff            |
| 2006 | Susanne Ljungskog    | Dorte Lohse Rasmussen  | Theresa Senff            |
| 2007 | Edita Pučinskaitė    | Mirjam Melchers        | Marta Bastianelli        |
| 2008 | non disputata        | non disputata          | non disputata            |
| 2009 | Noemi Cantele        | Judith Arndt           | Emma Johansson           |
| 2010 | Marianne Vos         | Emma Johansson         | Annemiek van Vleuten     |
| 2011 | Marianne Vos         | Emma Johansson         | Judith Arndt             |
| 2012 | Emma Pooley          | Charlotte Becker       | Judith Arndt             |
| 2013 | Marianne Vos         | Emma Johansson         | Evelyn Stevens           |
| 2014 | Marianne Vos         | Elizabeth Armitstead   | Emma Johansson           |
| 2015 | Emma Johansson       | Katarzyna Niewiadoma   | Elena Cecchini           |
| 2016 | Megan Guarnier       | Elisa Longo Borghini   | Emma Johansson           |
| 2017 | Annemiek van Vleuten | Shara Gillow           | Eider Merino             |
| 2018 | Anna van der Breggen | Annemiek van Vleuten   | Sabrina Stultiens        |
| 2019 | Lucy Kennedy         | Amanda Spratt          | Soraya Paladin           |
| 2020 | Annemiek van Vleuten | Anna van der Breggen   | Elisa Longo Borghini     |
| 2021 | Anna van der Breggen | Annemiek van Vleuten   | Cecilie Uttrup Ludwig    |
| 2022 | Pauliena Rooijakkers | Veronica Ewers         | Cecilie Uttrup Ludwig    |
| 2023 | Ashleigh Moolman     | Ane Santesteban        | Claire Steels            |
| 2024 | Cédrine Kerbaol      | Évita Muzic            | Thalita de Jong          |